# Eleição municipal de Resende (Rio de Janeiro) em 2024
A eleição municipal da cidade de Resende em 2024 ocorreu no dia 6 de outubro (primeiro turno) com o objetivo de eleger um prefeito, um vice-prefeito e 17 vereadores responsáveis pela administração da cidade no mandato a se iniciar em 1° de janeiro de 2025 e com término em 31 de dezembro de 2028. Como o município não possui 200 mil eleitores, a disputa foi realizada em turno único. O prefeito titular era Diogo Balieiro Diniz, do PL, eleito em 2020 pelo DEM para seu segundo mandato seguido. Conforme a legislação eleitoral, Diogo não esteve apto para uma nova reeleição.
No primeiro turno, realizado em 6 de outubro, Tande Vieira, candidato pelo PP, foi eleito com 44.947 votos (64,02% dos votos válidos), seguido de Renan Marassi, candidato pelo Republicanos, que obteve 22.676 votos (32,30%). Pela Câmara Municipal, Reginaldo Engenheiro Passos, do PODE, foi o vereador mais votado da cidade, com 1.675 votos (2,40% dos votos válidos); o partido que mais obteve cadeiras na câmara legislativa foi o MDB, com três assentos.

## Calendário eleitoral
| Início        | Fim           | Atividades | Status    |
| ------------- | ------------- | --- | --------- |
| 7 de março    | 5 de abril    | Janela partidária para vereadores trocarem de partido visando concorrer às eleições sem perder o mandato. | Realizado |
| 6 de abril    | 6 de abril    | Data-limite para todas as legendas e federações partidárias obterem o registro dos estatutos no TSE e para todos os candidatos terem domicílio eleitoral na circunscrição em que desejam disputar as eleições com a filiação deferida pelo partido. | Realizado |
| 15 de maio    | 15 de maio    | Início da campanha de arrecadação prévia de recursos na modalidade de financiamento coletivo para pré-candidatos, sem realização de pedidos de voto e obedecendo a regras relativas à propaganda eleitoral na Internet.                             | Realizado |
| 20 de julho   | 5 de agosto   | Realização de convenções partidárias para deliberar sobre coligações e escolher candidatos às prefeituras e aos cargos de vereador. Os partidos têm até 15 de agosto para registrar os nomes na Justiça Eleitoral.                                  | Realizado |
| 16 de agosto  | 16 de agosto  | Início das campanhas eleitorais de forma igualitária, podendo qualquer publicidade ou manifestação com pedido explícito de voto antes da data ser considerada irregular e multada.                                                                  | Realizado |
| 30 de agosto  | 3 de outubro  | Veiculação da propaganda eleitoral gratuita no rádio e na televisão. | Realizado |
| 6 de outubro  | 6 de outubro  | Realização do primeiro turno das eleições municipais. | Realizado |
| 11 de outubro | 25 de outubro | Veiculação da propaganda eleitoral gratuita no rádio e na televisão para o segundo turno. | Realizado |
| 27 de outubro | 27 de outubro | Realização de um eventual segundo turno nas cidades com mais de 200 mil eleitores em que o candidato a prefeito mais votado não tenha atingido a metade mais um dos votos válidos.                                                                  | Realizado |

## Candidatos à prefeitura
| Nº | Prefeito  | Prefeito         | Prefeito          | Prefeito                                            | Vice-prefeito(a) | Vice-prefeito(a) | Vice-prefeito(a)       | Vice-prefeito(a)  | Vice-prefeito(a)                                                                                        | Coligação                                                                                             | Ref.                |
| Nº | Candidato | Candidato        | Partido Federação | Cargos relevantes                                   | Candidato(a)     | Candidato(a)     | Candidato(a)           | Partido Federação | Cargos relevantes                                                                                       | Coligação                                                                                             | Ref.                |
| -- | --------- | ---------------- | ----------------- | --------------------------------------------------- | ---------------- | ---------------- | ---------------------- | ----------------- | --- | --- | ------------------- |
| 10 |           | Renan Marassi    | Republicanos      | - Vereador de Resende (2016–presente)               |                  |                  | Dra. Ana Paula Rechuan | PSD               | - Médica e ex-deputada estadual pelo Rio de Janeiro (2015–2019)                                         | Resende de Coração - Republicanos - PDT - PMB - PRD - PSB - PSD - Solidariedade - Fed. PSDB Cidadania | [ 8 ] [ 9 ]         |
| 11 |           | Tande Vieira     | PP                | - Deputado estadual pelo Rio de Janeiro (2023–2024) |                  |                  | Davi do Esporte        | UNIÃO             | - Secretário do Esporte e Lazer de Resende (2021–2024); - Vereador de Resende (2023–2024)               | Resende no Caminho Certo - PP - UNIÃO - PL - PODE - Avante - Agir - MDB - NOVO                        | [ 8 ] [ 10 ]        |
| 13 |           | Valdo Gomes      | PT FE Brasil      | - Advogado                                          |                  |                  | Sandra Prado           | PT FE Brasil      | - Vice-presidente e secretária de mulheres do Diretório Municipal do PT em Resende; - Assistente social | Resende de Toda Gente - FE Brasil (PT, PV e PCdoB) - Fed. PSOL REDE                                   | [ 8 ] [ 11 ] [ 12 ] |
| 27 |           | Leonel Policiano | DC                | - Servidor público federal                          |                  |                  | Pastor David Freitas   | DC                | - Advogado                                                                                              | Sem coligação                                                                                         | [ 8 ] [ 13 ]        |

### Desistências
- Dr. Jayme Neto (PL) – Médico e ex-secretário da Saúde de Resende. Teve sua candidatura cancelada em 14 de junho de 2024 após ser substituído por Tande Vieira.[14]
- Noel de Carvalho (PSDB) – Ex-prefeito de Resende (1977–1982; 1989–1992). Desistiu da sua candidatura a fim de disputar o cargo de vereador pelo município.[15]
- Dr. Roberto Azevedo (NOVO) – Oftamologista. Teve sua candidatura cancelada em 1 de agosto de 2024 após o partido Novo declarar apoio à de Tande Vieira.[10]
- Dra. Luana Lima (PV) – Neonatologista e professora universitária. Retirou sua candidatura após o apoio do partido e da Federação Brasil da Esperança ao candidato Valdo Gomes.[11]

## Pesquisas pré-eleitorais
As pesquisas buscam analisar como seria o resultado da eleição se ela ocorresse no dia em que os dados dos entrevistados foram coletados, não tendo como objetivo pela porcentagem de confiança, prever o resultado final da eleição.

### Primeiro turno
| Fonte | Data(s) conduzida(s) | Amostragem | Tande PP      | Marassi Republicanos | Noel de Carvalho PSDB | Leonel DC | Gomes PT | Abst. Indec. | Vantagem | Ref. |       |      |      |       |      |        |
| ----- | -------------------- | ---------- | ------------- | -------------------- | --------------------- | --------- | -------- | ------------ | -------- | ---- | ----- | ---- | ---- | ----- | ---- | ------ |
| Fonte | Data(s) conduzida(s) | Amostragem | Prefab Future | 13/Jul/2024          | 1000                  | 34%       | 26,8%    | Abst. Indec. | Vantagem | Ref. | 10,5% | 0,8% | 0,5% | 27,4% | 7,2% | [ 16 ] |

## Resultados

### Prefeito
| Candidato a prefeito     | Candidato a prefeito         | Candidato(a) a vice-prefeito(a) | Primeiro turno 6 de outubro de 2024 | Primeiro turno 6 de outubro de 2024 |
| Candidato a prefeito     | Candidato a prefeito         | Candidato(a) a vice-prefeito(a) | Total                               | %                                   |
| ------------------------ | ---------------------------- | ------------------------------- | ----------------------------------- | ----------------------------------- |
|                          | Tande Vieira (PP)            | Davi do Esporte (UNIÃO)         | 44.947                              | 64,02%                              |
|                          | Renan Marassi (Republicanos) | Dra. Ana Paula Rechuan (PSD)    | 22.676                              | 32,20%                              |
|                          | Valdo Gomes (PT)             | Sandra Prado (PT)               | 1.410                               | 2,01%                               |
|                          | Leonel Policiano (DC)        | Pastor David Freitas (DC)       | 1.177                               | 1,68%                               |
| Total de votos válidos   | Total de votos válidos       | Total de votos válidos          | 70.210                              | 70.210                              |
| Votos apurados           |                              |                                 |                                     |                                     |
| Votos válidos            | Votos válidos                | Votos válidos                   | 70.210                              | 95,04%                              |
| Votos em branco          | Votos em branco              | Votos em branco                 | 1.494                               | 2,02%                               |
| Votos nulos              | Votos nulos                  | Votos nulos                     | 2.167                               | 2,93%                               |
| Total de votos apurados  | Total de votos apurados      | Total de votos apurados         | 73.871                              | 73.871                              |
| Eleitores                |                              |                                 |                                     |                                     |
| Comparecimentos          | Comparecimentos              | Comparecimentos                 | 73.871                              | 74,60%                              |
| Abstenções               | Abstenções                   | Abstenções                      | 25.152                              | 25,40%                              |
| Total de eleitores aptos | Total de eleitores aptos     | Total de eleitores aptos        | 99.023                              | 99.023                              |
| Total de seções: 283     |                              |                                 |                                     |                                     |
| Fonte: TSE               |                              |                                 |                                     |                                     |

### Vereadores eleitos
| Candidato | Candidato                   | Partido       | Votos | Votos |
| Candidato | Candidato                   | Partido       | Total | %     |
| --------- | --------------------------- | ------------- | ----- | ----- |
|           | Reginaldo Engenheiro Passos | PODE          | 1.675 | 2,40% |
|           | Nelsinho Diniz              | UNIÃO         | 1.564 | 2,24% |
|           | Noel de Carvalho            | PSDB          | 1.320 | 1,89% |
|           | Fábio Lucas                 | Avante        | 1.259 | 1,80% |
|           | Sandro Ritton               | PP            | 1.251 | 1,79% |
|           | Professor Wilson            | PL            | 1.173 | 1,68% |
|           | Gu Salim                    | Solidariedade | 1.147 | 1,64% |
|           | Soraia Balieiro             | PODE          | 1.128 | 1,62% |
|           | Matheus Oliveira            | UNIÃO         | 1.114 | 1,60% |
|           | Felipe Quinane Veterinário  | MDB           | 1.104 | 1,58% |
|           | Roque Cerqueira             | MDB           | 1.046 | 1,50% |
|           | Zé Antônio Zé Galinha       | PL            | 996   | 1,43% |
|           | Roni da Kombi               | Republicanos  | 984   | 1,41% |
|           | Thiaguinho                  | MDB           | 953   | 1,37% |
|           | Tiago Forastieri            | Cidadania     | 911   | 1,31% |
|           | Romar Florenzano            | PP            | 852   | 1,22% |
|           | James do Churrasquinho      | Agir          | 754   | 1,08% |